# Віктор де Ваал
Віктор Олександер де Ваал (англ. Victor Alexander de Waal; нар. 2 лютого 1929) — британський англіканський священник. Віктор де Ваал був деканом Кентерберійського собору з 1976 по 1986 рік.

## Раннє життя
Віктор де Ваал народився в Амстердамі, син нідерландського бізнесмена Хендріка де Ваала та Елізабет з родини Ефруссі. Його мати народилася у відомій єврейській родині в палаці Ефруссі у Відні. Хоча вона прийняла християнство, це не захистило її від расової політики нацистської Німеччини. Перед початком Другої світової війни сім'я переїхала до Великобританії і залишилася там після війни, хоча протягом багатьох років зберігала голландське громадянство.
Сім'я переїхала жити в Танбрідж Уеллс, коли він був ще хлопчиком, і він отримав освіту в Тонбріджській школі та Пембрукському коледжі в Кембриджі. Його троюрідним братом був преосвященний Хьюго де Ваал, єпископ Тетфордський.

## Кар'єра
Він служив капеланом Королівського коледжу в Кембриджі з 1959 по 1963 рік і Ноттінгемського університету з 1963 по 1969 рік, а також канцлером собору Лінкольна.
З 1976 по 1986 рік  де Ваал обіймав посаду декана Кентерберійського університету.
Він допоміг своєму синові, Едмунду де Ваалу, дослідити історію своєї родини, результатом чого стала книга «Заєць із бурштиновими очима».
Де Ваал є почесним членом Інституту перспективних досліджень в галузі гуманітарних і соціальних наук Бірмінгемського університету.

## Особисте життя
Віктор де Ваал одружився з Естер Алін Лаундес-Муар, авторкою (під псевдонімом Естер де Ваал) книг про духовність, особливо кельтську. Серед їхніх синів — Джон де Ваал, адвокат; Алекс де Ваал (нар. 1963), письменник, який пише про Африку; Едмунд де Ваал (нар. 1964), художник-кераміст; і Томас де Ваал (нар. 1966), письменник. Пізніше де Ваал розлучився зі своєю дружиною.

## Праці
- What is the Church, 1969, SCM Press.
- The Politics of Reconciliation — Zimbabwe's first decade, 1990